# Cubo Soma
El cubo Soma es un rompecabezas mecánico inventado por el matemático danés Piet Hein en 1933, dado a conocer durante una conferencia de mecánica cuántica de parte de Werner Heisenberg.

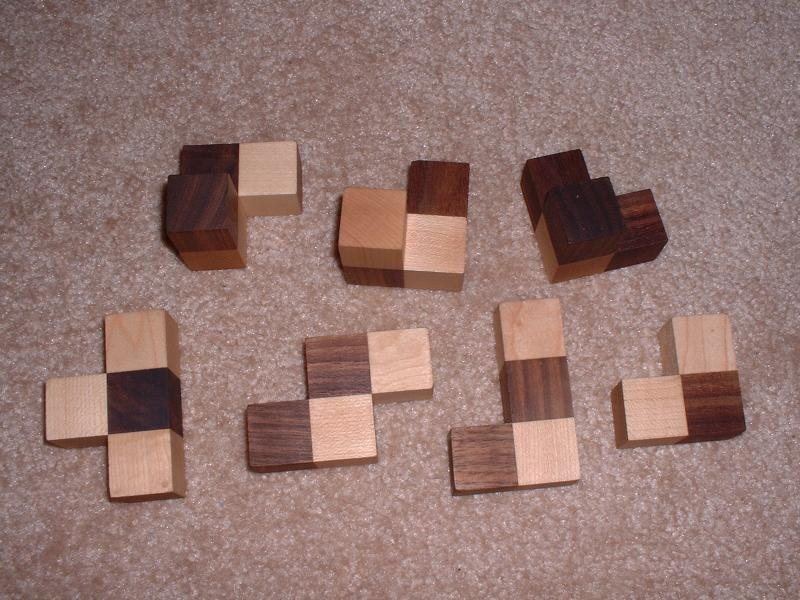
Las piezas de un Cubo Soma (con coloración adicional)

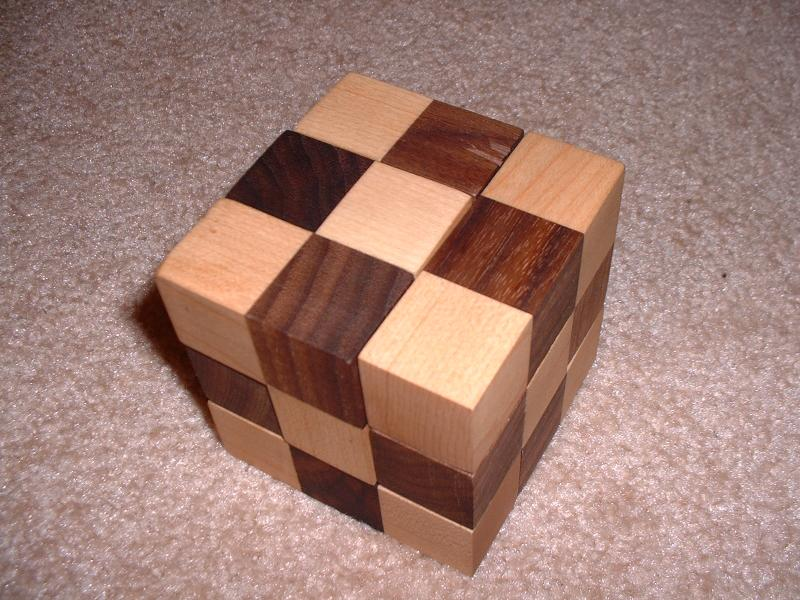
El mismo rompecabezas, montado en un cubo

Las piezas del cubo Soma consisten en todas las posibles combinaciones de tres o cuatro unidades de cubos unidas por sus caras, de tal manera que se forme al menos una esquina interior. Hay una combinación de tres cubos que satisface esta condición y seis combinaciones de cuatro cubos que satisfacen esta condición, de los cuales dos son imágenes especulares entre sí (véase quiralidad). Por lo tanto, 3 + (6 x 4) es 27, que es exactamente el número de celdas de un cubo de 3 x 3 x 3.
Han analizado detalladamente este cubo Martin Gardner y John Horton Conway, y el libro Winning Ways for your Mathematical Plays contiene un análisis detallado del problema del cubo Soma. Hay 240 soluciones distintas del rompecabezas del cubo Soma, con exclusión de las rotaciones y las reflexiones: estas son fácilmente generadas por un sencillo programa de ordenador de búsqueda recursiva de vuelta atrás similar al utilizado para el rompecabezas de ocho reinas.

## Piezas
Las siete piezas Soma son seis policubos de orden cuatro y uno de orden tres:
- Pieza 1, o "V".
- Pieza 2, o "L": una fila de tres bloques con un añadido por debajo del lado izquierdo.
- Pieza 3, o "T": una fila de tres bloques con un añadido por debajo del centro.
- Pieza 4, o "Z": triominó doblado con el bloque colocado en el exterior del lateral a la derecha.
- Pieza 5, o "A": unidad de cubo colocada en la parte superior del lado de las agujas del reloj. Quiral en 3D.
- Pieza 6, o "B": unidad de cubo colocada en la parte superior de lado en sentido antihorario. Quiral en 3D.
- Pieza 7, o "P": unidad de cubo colocada en curva. No es quiral en 3D.[3]

## Producción
Piet Hein autorizó una versión del Cubo Soma finamente trabajada en palisandro fabricada por la compañía de Theodor Skjøde Knudsen Skjøde Skjern (de Dinamarca). Desde 1967, el cubo se ha comercializado en los Estados Unidos durante varios años por el fabricante de juegos Parker Brothers. Durante la década de 1970, Parker Brothers también produjo comercialmente el conjunto de piezas de plástico del Cubo Soma en varios colores (azul, rojo, y naranja). El paquete para la versión de los hermanos Parker afirmaba que había 1,105,920 soluciones posibles. Esta cifra incluye rotaciones y reflexiones para cada solución y rotaciones de las piezas individuales. Desde 2016, ThinkFun (anteriormente Binary Arts) vende el rompecabezas como un juego de lógica bajo el nombre de Block by Block (bloque a bloque).

## Soluciones

Una de las posibles formas de montaje del Cubo Soma

La resolución del Cubo Soma se ha utilizado para medir el rendimiento y el esfuerzo de los individuos en una serie de experimentos de psicología. En estos experimentos, se pide a los sujetos de prueba resolver un Cubo Soma tantas veces como sea posible en un plazo determinado de tiempo. Por ejemplo, en 1969, Edward Deci, por aquel entonces ayudante de cátedra de la Universidad Carnegie Mellon, le pidió a sus sujetos de investigación resolver un Cubo Soma bajo condiciones de diferentes incentivos en su trabajo de tesis sobre la motivación intrínseca y la extrínseca estableciendo la teoría social psicológica de desplazamiento.
En cada una de las 240 soluciones al rompecabezas del cubo, solo hay un lugar en el que se puede colocar la pieza "T". Cada cubo resuelto se puede girar de modo que la pieza "T" está en la parte inferior con su borde largo a lo largo de la parte delantera y la "lengua" de la "T" en el cubo central inferior (esta es la posición normalizada del cubo grande). Esto se puede comprobar de la siguiente manera: si se tiene en cuenta que todas las posibles formas en que se puede colocar la pieza "T" en el cubo grande (sin tener en cuenta ninguna de las otras piezas), se verá que siempre va a llenar ya sea dos esquinas del gran cubo o cero esquinas. No hay manera de orientar la pieza "T" de manera que llene solamente una esquina del cubo grande. La pieza "L" puede estar orientada de manera que llene dos esquinas, o una esquina, o cero esquinas. Ninguna de las otras cinco piezas tienen una orientación que llene dos esquinas; que pueden llenar ya sea una de las esquinas o rincones cero. Por lo tanto, si se excluye la pieza "T", el máximo número de esquinas que pueden ocupar las seis piezas restantes es de siete (una esquina cada una para cinco piezas, además de dos esquinas para la pieza "L"). Un cubo tiene ocho esquinas. Pero la pieza "T" no puede orientarse para llenar solo una de las esquinas restantes, y orientándola de manera que llene cero esquinas lógicamente no forma un cubo. Por lo tanto, la "T" siempre debe llenar dos esquinas, y solo hay una orientación (descontando las rotaciones y reflexiones) en las que hace eso. También se deduce de esto que en todas las soluciones, cinco de las seis piezas restantes rellenarán su número máximo de esquinas y una pieza rellenará uno menos que su máximo (esto se llama la pieza deficiente).

## Puzles similares
Similar al Cubo Soma es el rompecabezas pentominó en 3D, que puede llenar cajas de 2 x 3 x 10, de 2 x 5 x 6 y de 3 x 4 x 5 unidades.
El cubo de Bedlam es un rompecabezas de caras de cubo de 4 × 4 × 4 que consta de doce pentacubos y un tetracubo. El cubo de Pandora es un rompecabezas de seis policubos que pueden ensamblarse entre sí para formar un solo cubo de 3 × 3 × 3.